# Knut Jacobsen
Knut Jacobsen, född 19 mars 1910 i Moss, död 18 september 1971, var en norsk skådespelare.
Jacobsen debuterade 1932 vid Nationaltheatret i En folkefiende. Från 1937 var han en av de bärande krafterna vid Trøndelag Teater, där han under femton år var kostymchef. Bland hans roller återfinns doktor Wangel i Frun från havet, Kroll i Rosmersholm, Stockmann  i nämnda En folkefiende och Manders i Gengångare. Han uppträdde även i operetter och revyer.
Han medverkade i mindre roller i filmerna To levende og en død (1937) och Nordlandets våghals (1942).

## Filmografi
- 1937 – To levende og en død
- 1942 – Nordlandets våghals